# 萨维亚诺
萨维亚诺（義大利語：Saviano），是意大利那不勒斯省的一个市镇。总面积13平方公里，人口15323人，人口密度1178.7人/平方公里（2009年）。ISTAT代码为063076。